# Barbot-Siper/Saison 2009
Aufstellung der Mannschaft und der Siege des Teams Barbot-Siper in der Saison 2009.

## Saison 2009

### Erfolge in der UCI Europe Tour
In der Saison 2009 gelangen dem Team nachstehende Erfolge in der UCI Europe Tour.
| Datum          | Rennen                                     | Kat. | Fahrer         |
| -------------- | ------------------------------------------ | ---- | -------------- |
| 24. August     | 2. Etappe Volta do Estado de São Paulo     | 2.2  | Sérgio Ribeiro |
| 25. August     | 3. Etappe Volta do Estado de São Paulo     | 2.2  | Sérgio Ribeiro |
| 23.–28. August | Gesamtwertung Volta do Estado de São Paulo | 2.2  | Sérgio Ribeiro |

### Zugänge – Abgänge
| Zugänge                    | Team 2008      | Abgänge               | Team 2009                    |
| -------------------------- | -------------- | --------------------- | ---------------------------- |
| Bruno Castanheira          | Benfica        | Didac Ortega          | Acqua e Sapone-Caffè Mokambo |
| Bruno Pires                | LA-MSS         | Francisco José Torres | Contentpolis-AMPO            |
| Sérgio Ribeiro             | Benfica (2007) | Celestino Pinho       | Paredes Rota dos Móveis      |
| Bruno Antonio Pinto        | Neoprofi       | Manuel Lloret         | CCN-Valencia Terra I Mar     |
| Ricardo Manuel Pinto       | Neoprofi       | Ricardo Horta         | Unbekannt                    |
| Tiago Pinto                | Neoprofi       | Bruno Pinto           | Unbekannt                    |
| Mário da Costa (ab 01.07.) | Benfica        |                       |                              |

### Mannschaft
| Name                 | Geburtstag        | Nationalität |
| -------------------- | ----------------- | ------------ |
| António Amorim       | 19. Mai 1985      | Portugal     |
| David Bernabéu       | 9. Januar 1975    | Spanien      |
| Bruno Castanheira    | 4. Februar 1977   | Portugal     |
| Félix Vidal Celis    | 21. August 1982   | Spanien      |
| Samuel Coelho        | 18. Dezember 1986 | Portugal     |
| Mário da Costa       | 15. November 1985 | Portugal     |
| Luis Fernández       | 19. Januar 1980   | Spanien      |
| Hélder Oliveira      | 20. Februar 1983  | Portugal     |
| Carlos Pinho         | 30. Juli 1970     | Portugal     |
| Bruno Antonio Pinto  | 8. Juni 1985      | Portugal     |
| Ricardo Manuel Pinto | 26. August 1987   | Portugal     |
| Tiago Pinto          | 4. Dezember 1989  | Portugal     |
| Bruno Pires          | 15. Mai 1981      | Portugal     |
| Sérgio Ribeiro       | 28. November 1980 | Portugal     |